# Bplats
Bplats株式会社，位于东京都千代田区，主要业务是提供订阅式商务商务解决方案，SaaS平台的开发运营。

## 概要
Bplats株式会社（英文：Bplats, Inc.）由藤田贤治于2006年11月创立。主要业务是提供订阅式商务商务解决方案，例如以分销服务业务、月度计费、按次计费、长期计费的云/SaaS平台等。
曾运营过Vocaloid Store并出售Vocaloid产品，日本站点于2015年3月停服，英语站点于2016年3月停服。

## 事务所
- 本社
  - 東京都千代田区內神田
- 九州开发中心
  - 福冈县北九州市小倉北区

## 获奖历史
- 第8回「ASP・SaaS・云端奖2014」IaaS・PaaS部門
  - 银奖
- 第9回「ASPIC云端奖2015」 IaaS・PaaS部門
  - PaaS领域金奖
- 第11回「ASPIC　IoT・云端奖2017」 IoT・AI部門
  - “新商业模式奖”获奖
- Mizuho Innovation Award
  - “2017 年 7-9 月期”获奖[3]

## 沿革
- 2006年（平成18年）
  - 11月 - 「Bplats株式会社」于東京都港区成立
- 2007年（平成19年）
  - 12月 - 迁至東新橋
- 2008年（平成20年）
  - 8月 - 迁至千代田区內神田
- 2009年（平成21年）
  - 6月 - 获得JIPDEC的隐私标志
  - 9月 - 推出SaaS/PaaS的分销式服务「SaaSplats」
- 2010年（平成22年）
  - 8月 - 开设Vocaloid订制电子商务网站「Voc@loidStore」
  - 9月 - 开始发售雅马哈开发的「VY1」
- 2011年（平成23年）
  - 4月 - 成立Vocaloid音乐出版社「株式会社自主制作内容出版管理机构（VOCALOID MUSIC PUBLISHING）」
  - 4月 - 开始发售雅马哈开发的「VY2」
  - 6月 - 开始提供用于许可证销售操作的批处理外包服务「License.jp」
  - 7月 - 成立中国内资公司上海禾念信息科技有限公司，以Bplats China为名开展在华业务
  - 7月 - 上海浦东办事处于上海市浦东新区设立
- 2012年（平成24年）
  - 2月 - 資產淨值增至3億230万日元（資本準備金1億7230万日元）
  - 5月 - 台湾办事处于臺北市松智路设立
  - 5月 - 第二家在上海的办事处，上海徐汇会办事处设立
  - 7月 - 经济产业省在平成24年度酷日本战略推进项目（海外扩展支持项目）中通过了「VOCALOID™ Trans-Pacific」项目的提案
- 2013年（平成25年）
  - 6月 - 上海禾念信息科技有限公司进行管理层收购
- 2014年（平成26年）
  - 1月 - 整合VOCALOID CHINA，关闭上海市、台北市的本地事务所
  - 4月 - 开始发售雅马哈开发的「VOCALOID3 Library 」
  - 12月 - 推出计次收费服务「SubscriptionCART」
- 2015年（平成27年）
  - 4月 - 开始向光合作项目公司提供销售管理支持服务「Bplats for 光コラボ」
  - 12月 - 开始提供低价通讯服务销售支持服务「Mobileplats」
- 2016年（平成28年）
  - 3月 - Vocaloid Store停服
  - 4月 - 设立九州开发中心
  - 6月 - 开始提供面向IoT的结算管理服务「IoTpay」
- 2018年（平成30年）
  - 4月 - 于東京證券交易所Mothers（日语：マザーズ）上市

## 脚注、參考
1. 1 2   (PDF). ビープラッツ株式会社. 2019-06-26  [2019-07-13]. （原始内容 (PDF)存档于2020-11-08）.
2. ↑   (PDF). ビープラッツ株式会社. 2019-11-13  [2019-11-17]. （原始内容 (PDF)存档于2020-11-05）.
3. ↑  「Mizuho Innovation Award」の創設について （页面存档备份，存于） - 株式会社みずほ銀行 (2017年10月30日配信、2018年9月9日閲覧)